# Manzana esperiega
La manzana esperiega (también conocida como espedriega) es un cultivar propio del Rincón de Ademuz, provincia de Valencia (Comunidad Valenciana, España).

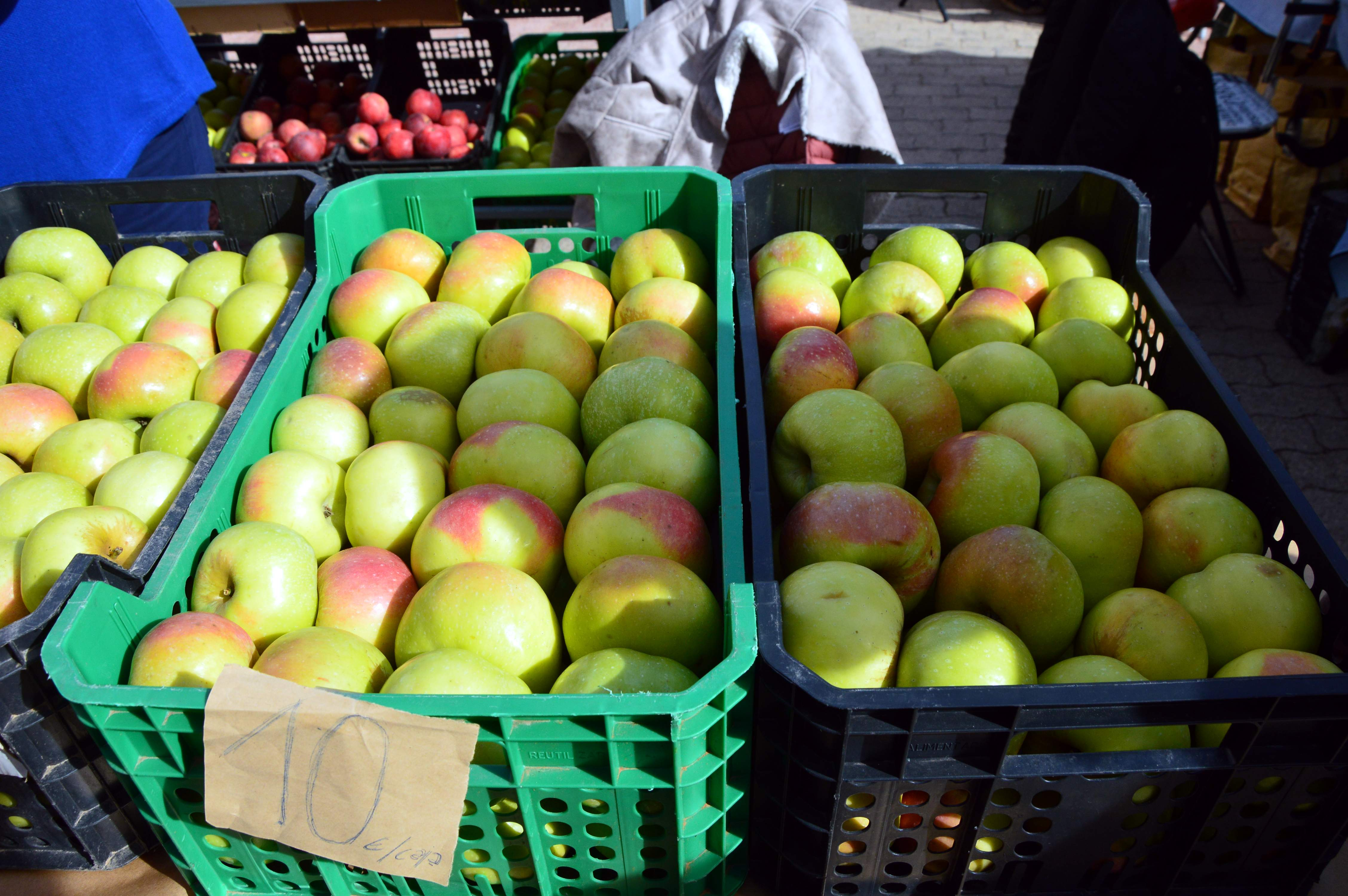
Manzanas esperiegas en el Mercado agroalimentario de la VI Fiesta de la manzana esperiega (Casasbajas, Valencia), 2018.

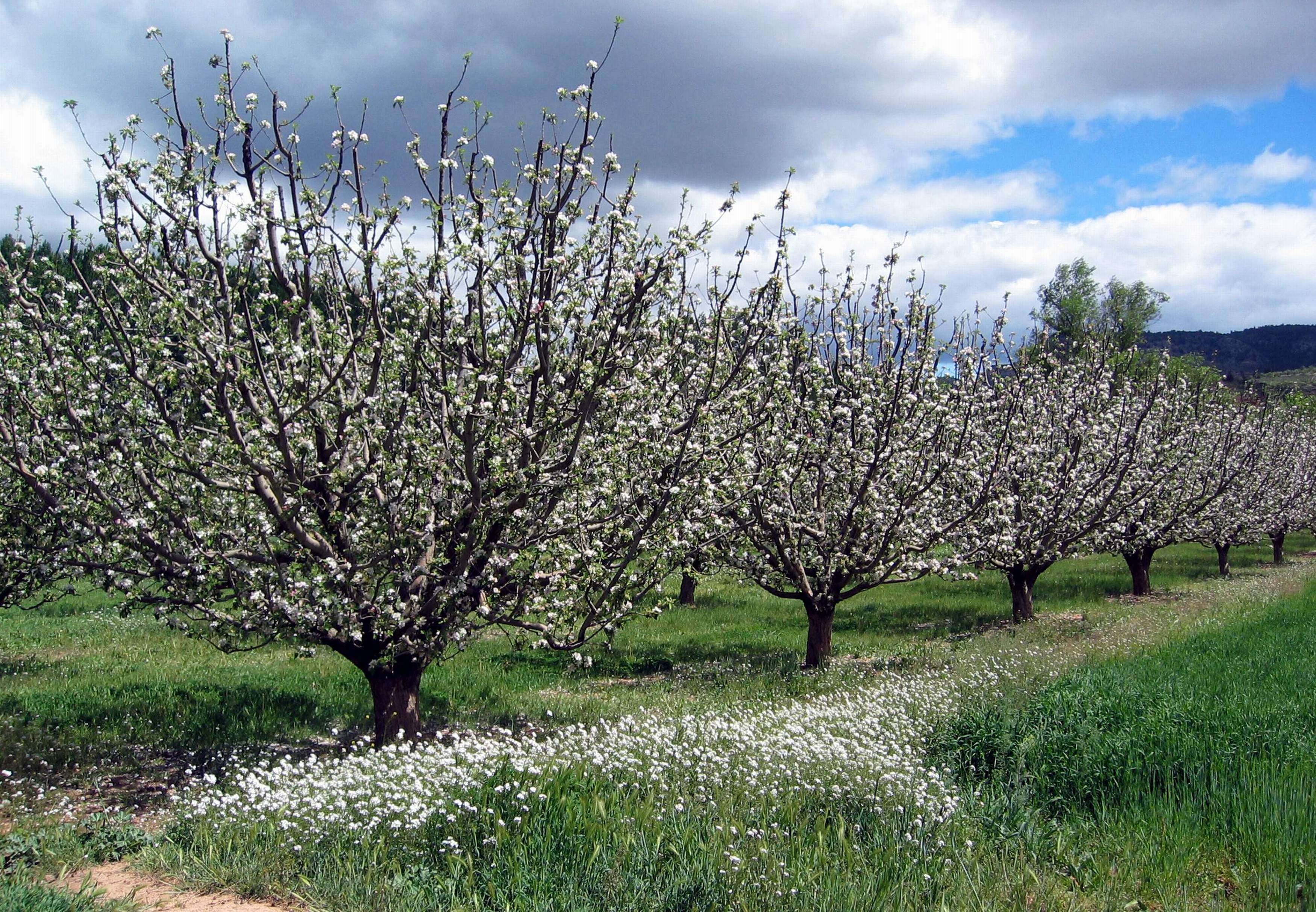
Manzanos esperiegos en flor en Mas de Jacinto (Castielfabib, Valencia), 2015.

Aunque originaria del Rincón de Ademuz, manzanos de esta variedad pueden encontrarse también municipios próximos de Cuenca y Teruel.

## Etimología
Se desconoce la etimología de la palabra «esperiega» aplicada a este cultivar, aunque por sinonimia se la hace derivar de Hespérides, ninfas protectoras de los árboles frutales en la mitología griega.. El Diccionario de la Real Academia dice que «esperiega» es una deformación de «asperiega».

## Orígenes del cultivo
Hipotéticamente, la manzana debió producirse por hibridaciones naturales basadas en los manzanos existentes, de donde los agricultores la seleccionaron intuitivamente por sus peculiares características de color, sabor y conservación.

## Historia
La primera referencia a las manzanas en el Rincón de Ademuz está en las «Observaciones» (1797) del naturalista valenciano Cavanilles (1745-1804), quien al decir de la producción agropecuaria de la villa de Vallanca refiere que hay «mucha manzana» aunque sin especificar variedades. No obstante, mediado el siglo XIX (1845-50), el estadista Pascual Madoz (1806-1870), al decir de la producción agrícola de los pueblos del comarca, no menciona en ningún caso la existencia de manzanas, debiendo entender sin embargo que aunque existieran, su cultivo no era significativo.
La producción de manzanas en el Rincón de Ademuz ya era notable en los años veinte y treinta del siglo XX aunque la mayor cosecha tuvo lugar en la posguerra inmediata, en los años de 1945 a 1955. En una crónica de Vicente Badía Marín (1919-1995), el periodista y escritor valenciano hace referencia a distintas variedades de manzana cultivadas en la comarca:

«[En Torrebaja], se cosechan […] manzanas de las siguientes clases: esperiega encarnada y amarilla, miguelas, cabello de ángel, garcías, ricardas, verde doncella, segorbinas, francesas (algunas alcanzan un kilo de peso), reineta colorada, reineta del Canadá, comadres, normandas y de Jesús. Todas ellas son de gran calidad. Las francesas, tal vez las más bastas de sabor, son sin duda las más hermosas y se confunden con esas manzanas de cera que, colocadas sobre los fruteros, adornan las mesas de los comedores».
Torrebaja y sus manzanas, Vicente Badía Marín

La mayor producción de manzana en la zona tuvo lugar en 1945: solo en la huerta de Torrebaja, se produjeron 1.200.000 kilogramos, alcanzando la esperiega un precio superior a las 6 pesetas el kilo, un importe considerable entonces superior a ninguna otra manzana.

## Características generales
El escritor Paco Candel (1925-2007), a su paso por Torrebaja (en septiembre de 1964), percibe su inconfundible aroma y escribe: 

«Es un olor persistente. No te cansas de respirarlo. Dilatas las narices y ensanchas el pecho. En Torre Baja todo son almacenes de manzanas. Los mulos cruzan arriba y abajo cargados hasta con cinco cajas de esa fruta. [...] la manzana de mi pueblo (de Casasaltas, del Rincón de Ademuz), la olorosa y sustanciosa,enjundiosa manzana, la aromática y sazonada manzana, la pintada y azucarada manzana. […] Dudo de que se críe mejor manzana en el resto de España y en cualquier otra parte del mundo. Seguro que la manzana a la que Adán y Eva clavaron el diente en el Edén, debía de ser de este tipo. Quienes la conocen y la han comido no me dejarán por embustero».
Viaje al Rincón de Ademuz, Paco Candel

El manzano esperiego es el último que florece, siendo también larga su floración, cualidad nada despreciable, pues la zona, aunque posee un microclima especial dada su situación geográfica en un valle rodeado de montañas, no deja de ser de clima continental, con veranos calurosos, inviernos fríos y frecuentes heladas tardías. Es también la última manzana que se cosecha. El frío que va dominando el ambiente en los últimos días de octubre y primeros de noviembre confiere a esta fruta el colorido verde, amarillo y rojo que la caracteriza. Tras la cosecha, sin embargo, resulta recomendable dejar la fruta en reposo durante varias semanas (20 o 30 días), tiempo en que se producen cambios exteriores e interiores: el verde de su piel se transforma en amarillo, al tiempo que el rojo intensifica su color; asimismo, su pulpa, sin perder textura, se hace más tierna, incrementando su sabor.
La esperiega es una manzana vistosa y de buen tamaño, de piel fina y tacto suave, su carne es densa, prieta, jugosa y dulce, lo que hace de ella una fruta de gran personalidad. Una de sus características más apreciadas antaño era que se conservaba durante mucho tiempo sin necesidad de cámaras, algo muy importante entonces de cara a mejorar sus cualidades y su comercialización. De hecho, la manzana esperiega va madurando durante el invierno, conservándose hasta abril y mayo, sin perder sus cualidades organolépticas. En la I Fiesta de la Manzana Esperiega celebrada en Ademuz (2013), se la define recogiendo sus particularidades:

«La Esperiega es una variedad autóctona que solo se puede cultivar en el Rincón de Ademuz, ya que esta comarca disfruta de las condiciones climatológicas idóneas para ello. Sus características a destacar son una pulpa dura, su sabor más azucarado y el hecho de que no necesita cámara para conservarse, es más, puede mantenerse perfecta durante varios meses y ¡sin refrigerar!».
Fiesta de la manzana esperiega en el Rincón de Ademuz, Turisme a les comarques de València

Se reconocen dos tipos de manzana esperiega, una «amarilla» y otra «encarnada», según el predominio de uno u otro color en la fruta madura. Asimismo, existe una particular «manzana helada», su aspecto congelado se debe a la cristalización de los azúcares que posee.

## Botánica de la esperiega
Según la «Descripción de variedades tradicionales del banco germoplasma nacional de manzano» (2007):

### Características de las hojas
- Tamaño: pequeño.

### Características del árbol
- Porte: desplegado
- Inicio de la floración: muy tardío
- Duración de la floración: larga
- Época de recolección: tardía

### Características del fruto
- Tamaño: grande
- Forma: abierta
- Longitud pedúnculo: corto
- Grosor del pedúnculo: medio
- Color de fondo: amarillo
- Color de chapa: ausente
- Tipo de chapa: ausente
- Porcentaje de chapa: ausente
- Color de la pulpa: crema
- Firmeza de la pulpa: blando
- Acidez: baja
- Contenido en azúcares: medio

## Gastronomía
Tradicionalmente, la manzana esperiega se come cruda, hervida o asada como postre en las comidas, aunque su uso gastronómico es variado, utilizándose también en guisos y en repostería, para hacer tartas, mermeladas, pasteles y zumos. Durante la Fiesta de la Manzana Esperiega se hacen concursos de tapas, tartas y pasteles basados en esta variedad de manzana. Sobre la manzana esperiega se ha escrito:

Especialmente sabrosa cuando se come cruda, resulta muy recomendable para asar, así como para zumos y repostería. Entra por los ojos y enamora para siempre el paladar de quien la prueba...

## Galería

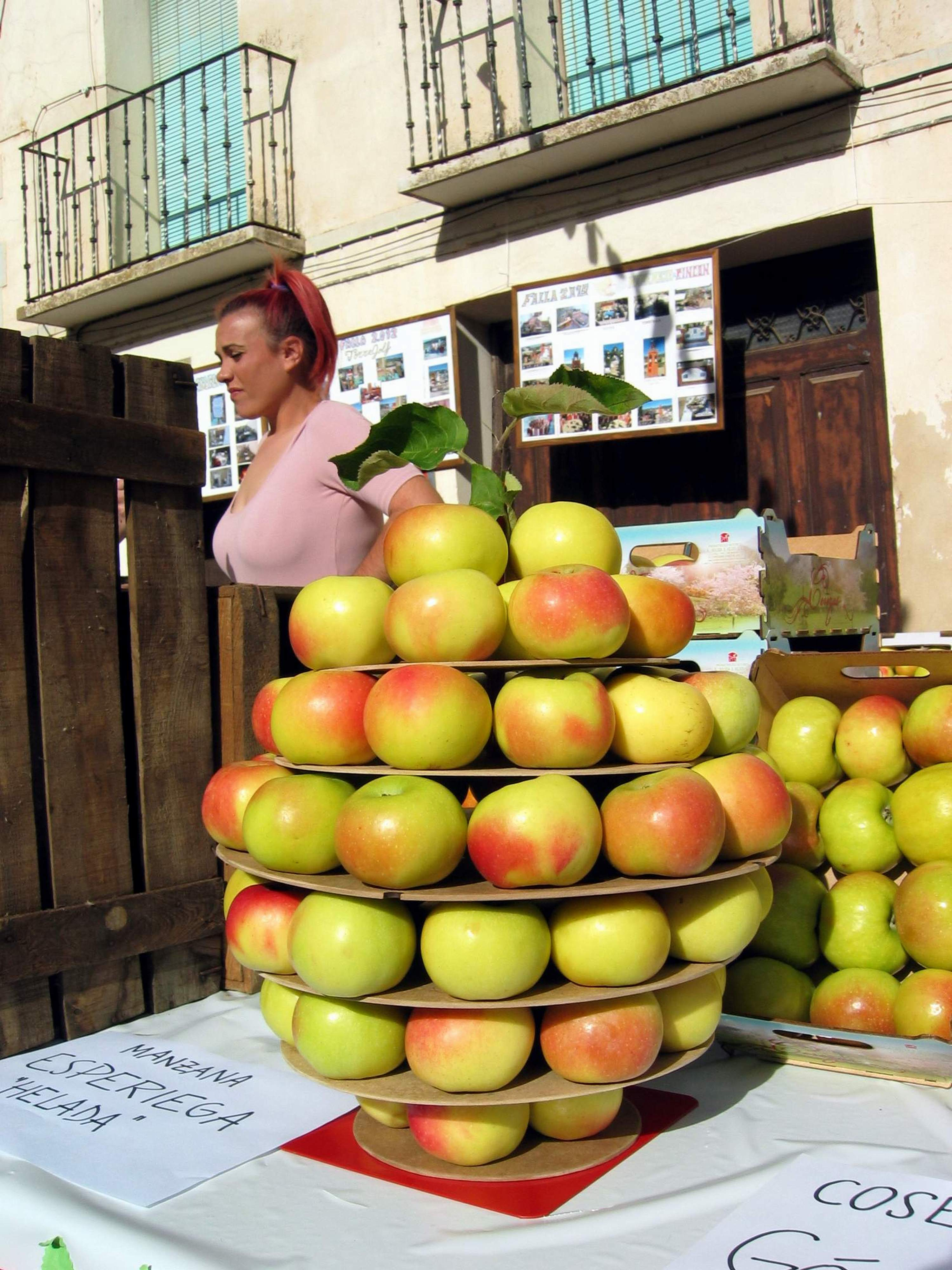
Presentación de manzanas esperiegas en el Mercado agroalimentario de la IV Fiesta de la manzana esperiega (Torrebaja, Valencia), 2016.
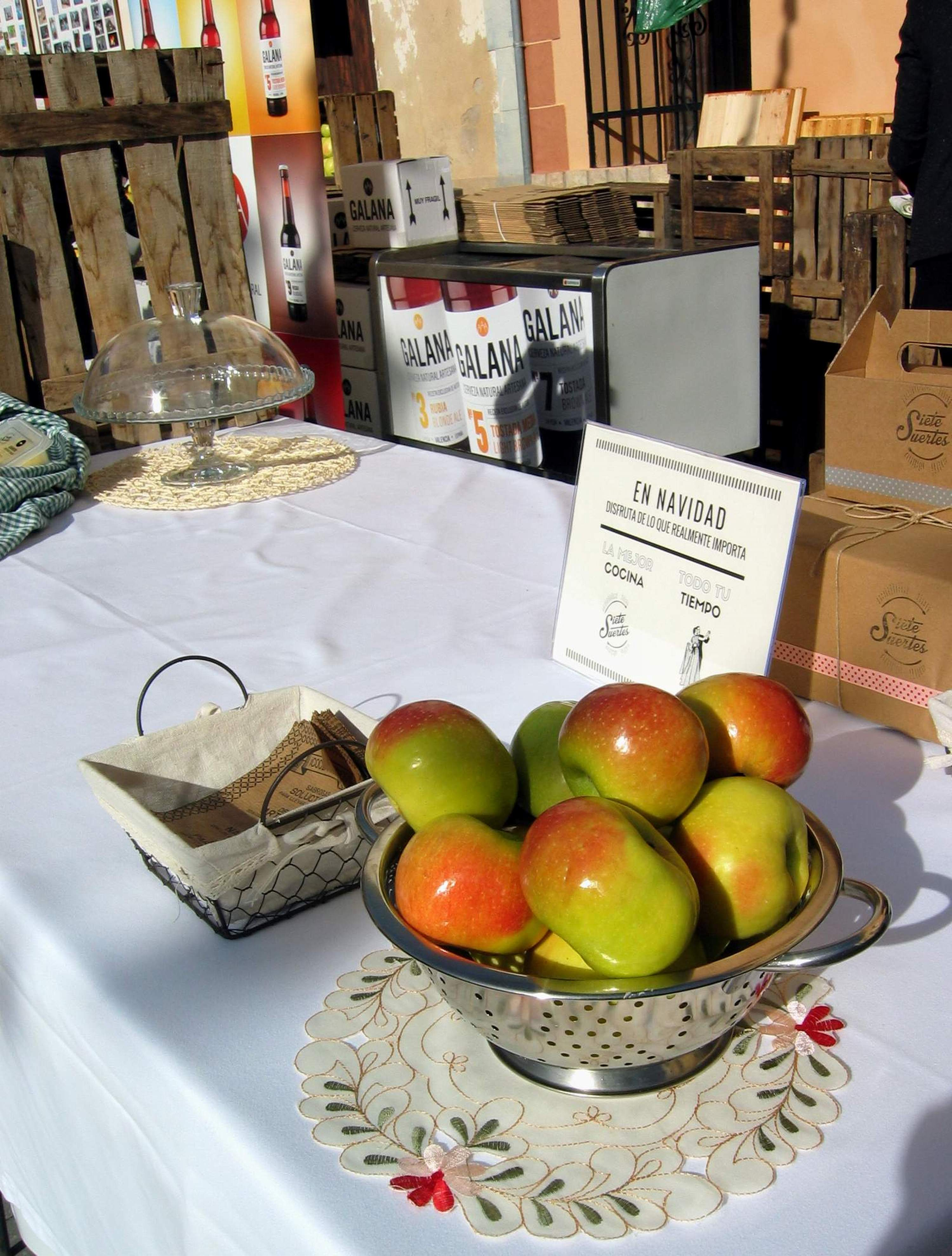
Detalle de manzanas esperiegas en el Mercado agroalimentario de la IV Fiesta de la manzana esperiega (Torrebaja, Valencia), 2016.
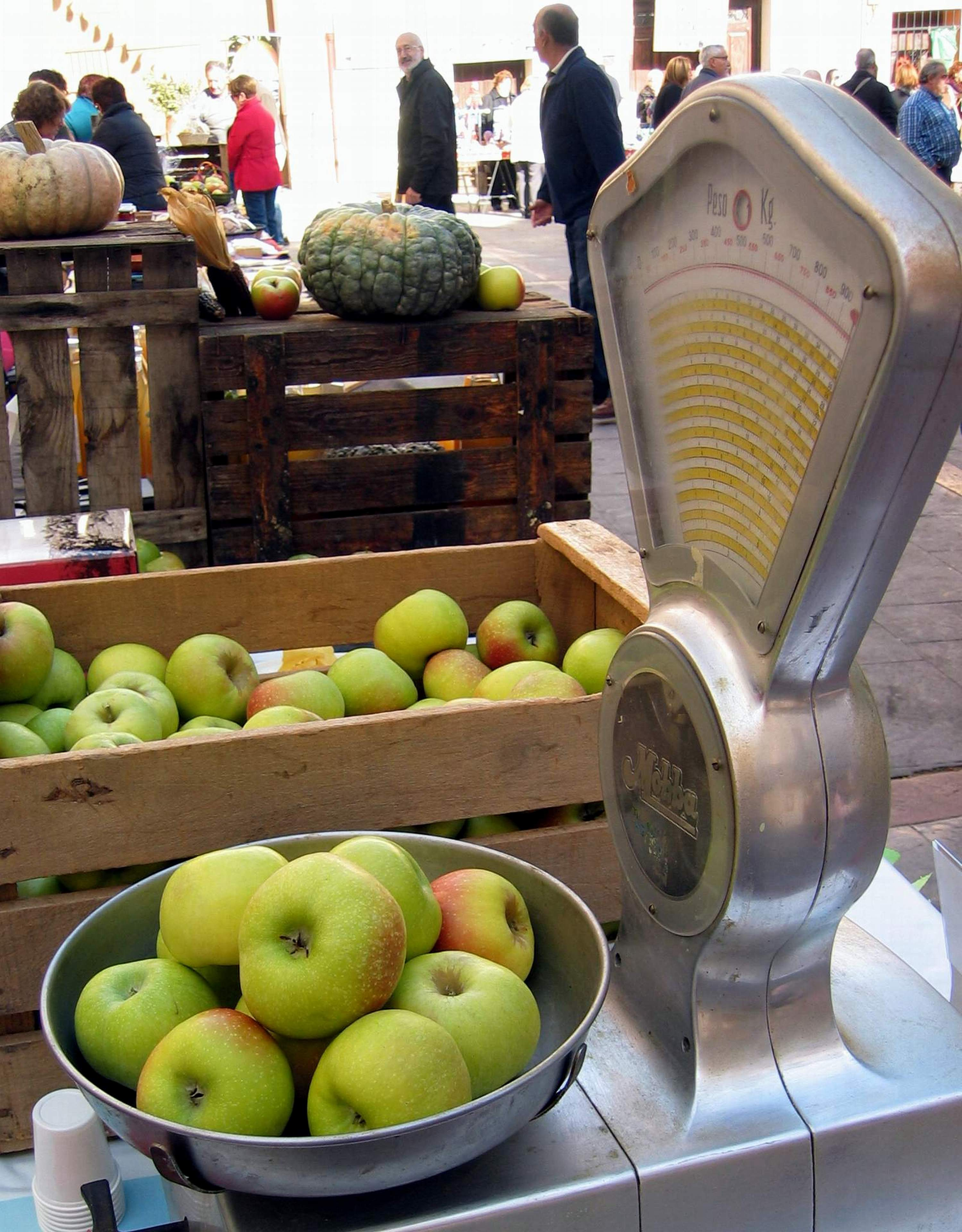
Detalle de manzanas esperiegas en el Mercado agroalimentario de la IV Fiesta de la manzana esperiega (Torrebaja, Valencia), 2016.
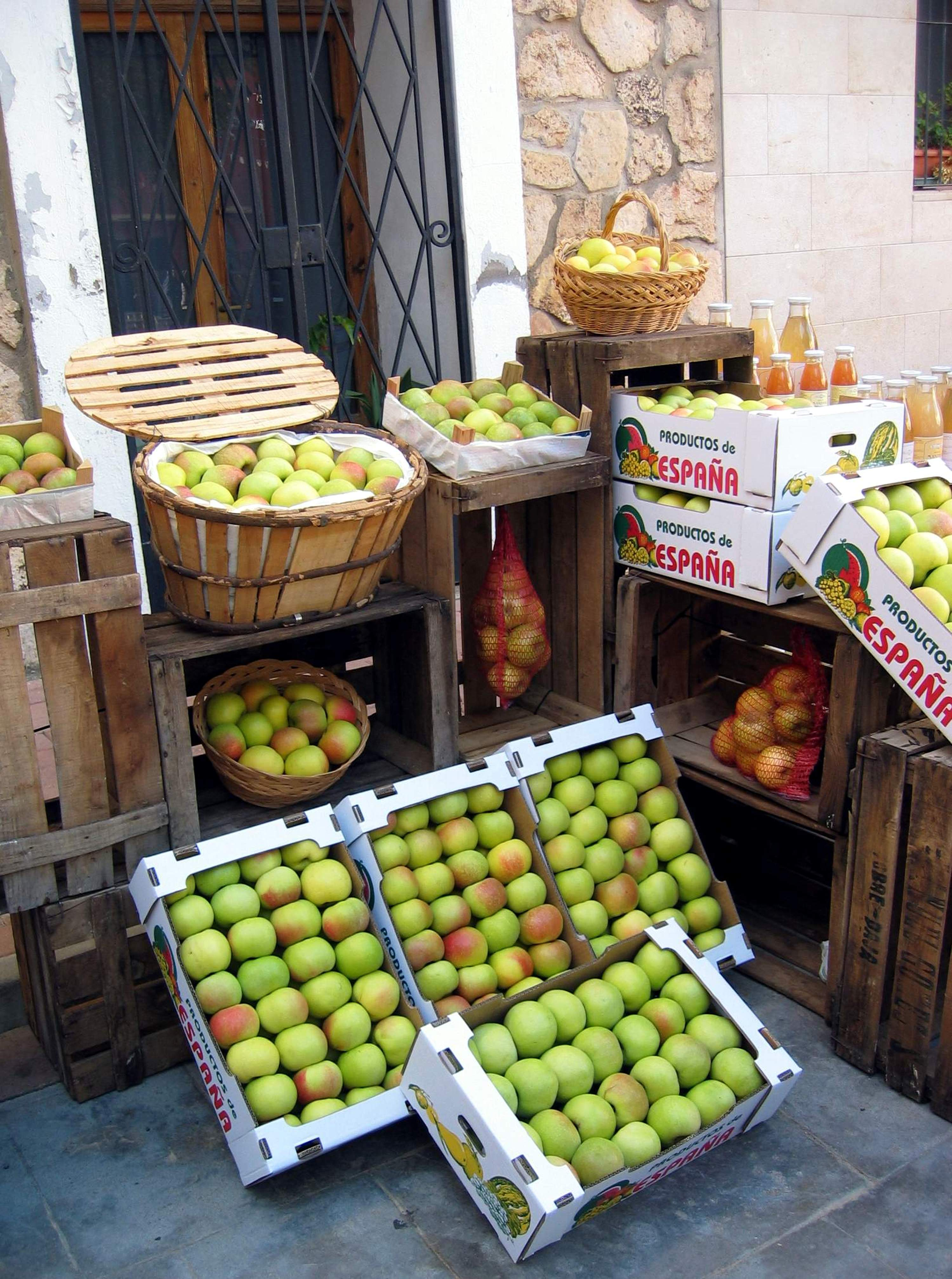
Manzanas esperiegas en el Mercado agroalimentario de la IV Fiesta de la manzana esperiega (Torrebaja, Valencia), 2016.
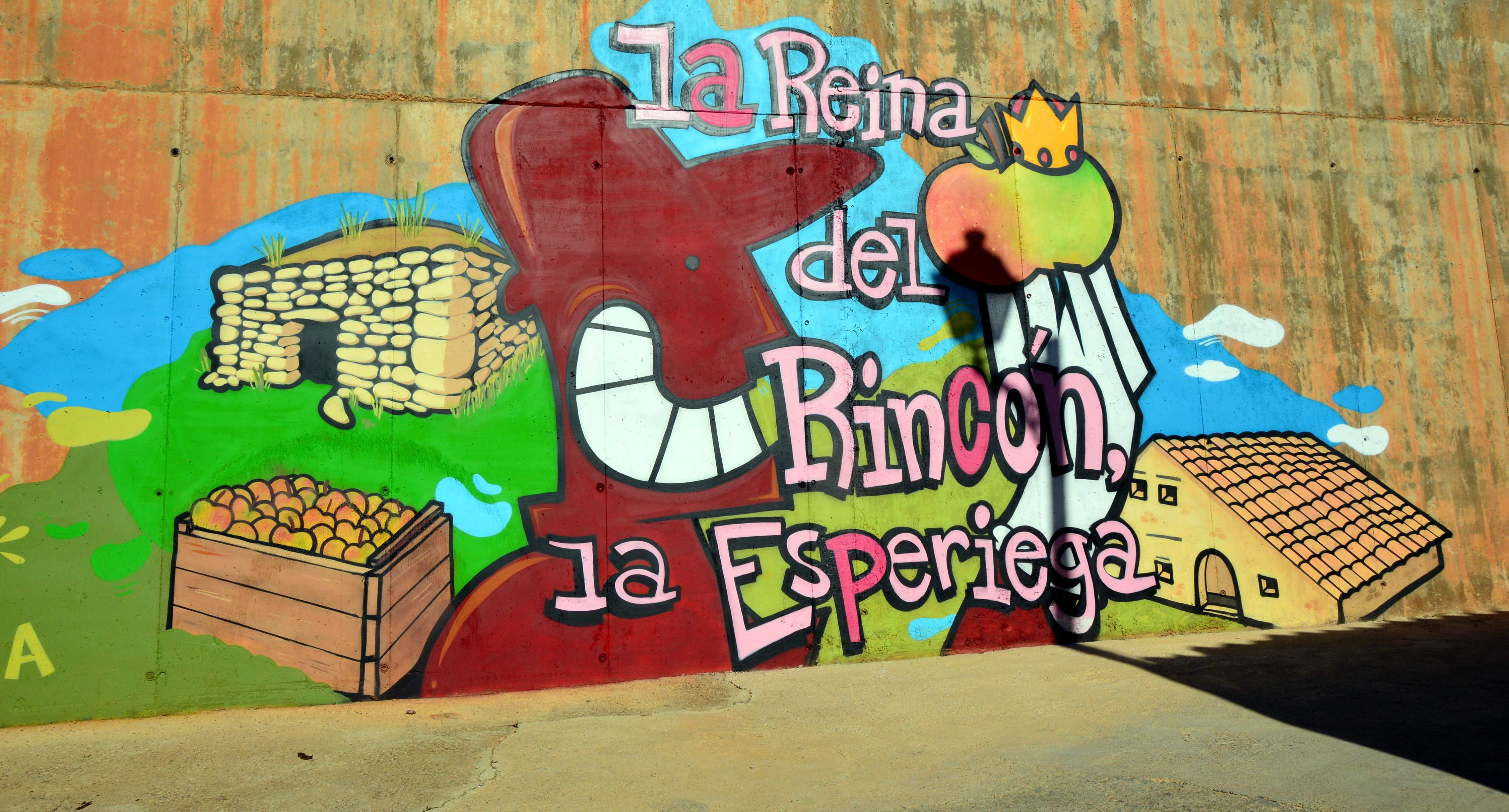
Grafiti en El Cerrado de Casasbajas (Valencia), relativo a la VI Fiesta de la Manzana (2018).